# Elvis: As Recorded at Madison Square Garden
Elvis: As Recorded at Madison Square Garden è un album dal vivo registrato durante un concerto di Elvis Presley al Madison Square Garden di New York e pubblicato nel giugno 1972 dalla RCA Records.

## Descrizione
L'esibizione in questione si tenne sabato 10 giugno 1972, il concerto, e l'album seguente tratto da esso, furono pubblicizzati come il primo concerto dal vivo di Elvis a New York City fin dagli anni cinquanta.
Nonostante le molte tracce contenutevi, l'album venne pubblicato su singolo disco, appena una settimana dopo che il concerto aveva avuto luogo per sfruttare il successo di pubblico riscosso.
Il concerto incluso sull'album è lo show serale. Lo show pomeridiano venne anch'esso registrato ma, ad eccezione dell'esecuzione di I Can't Stop Loving You apparsa sulla compilation Welcome to My World del 1977, rimase inedito fino agli anni novanta quando venne pubblicato sul CD An Afternoon in the Garden nel 1997.
All'epoca i quattro concerti consecutivi di Elvis al Madison Square Garden, vennero percepiti come un evento, poiché Presley non si esibiva a New York dagli anni cinquanta. Al concerto furono presenti numerose celebrità e musicisti, tra i quali anche Bob Dylan, Paul Simon, Art Garfunkel, George Harrison, David Bowie, Bruce Springsteen e l'attore Eddie Murphy.

## Accoglienza
| Recensione                    | Giudizio |
| ----------------------------- | -------- |
| AllMusic                      | [ 1 ]    |
| Christgau's Record Guide      | C        |
| MusicHound                    | [ 3 ]    |
| The Rolling Stone Album Guide | [ 4 ]    |
| Rough Guides                  | [ 5 ]    |

Le recensioni del disco furono in gran parte positive, anche se fu segnalato qualche momento di "routine" e di stanca durante l'esibizione. Infatti, accanto a canzoni che all'epoca stimolavano Elvis maggiormente come Never Been To Spain, The Impossible Dream o For The Good Times, si nota una certa trascuratezza e frettolosità nell'eseguire i vecchi successi rock'n'roll degli anni cinquanta, significativamente raccolti in un medley.

## Tracce
1. Introduction: Also Sprach Zarathustra (Tema da 2001: Odissea nello spazio)
2. That's All Right, Mama
3. Proud Mary
4. Never Been To Spain
5. You Don't Have To Say You Love Me
6. You've Lost That Lovin' Feelin'
7. Polk Salad Annie
8. Love Me
9. All Shook Up
10. Heartbreak Hotel
11. Medley: ( Let Me Be Your ) Teddy Bear / Don't Be Cruel
12. Love Me Tender
13. The Impossible Dream
14. Introductions By Elvis
15. Hound Dog
16. Suspicious Minds
17. For The Good Times
18. An American Trilogy
19. Funny How Time Slips Away
20. I Can't Stop Loving You
21. Can't Help Falling in Love
22. End Theme

## Formazione
- Elvis Presley - Voce, chitarra
- James Burton - Chitarra solista
- John Wilkinson - Chitarra ritmica
- Ronnie Tutt - Batteria
- Jerry Scheff - Basso
- Glen D. Hardin - Pianoforte
- The Sweet Inspirations (Estelle Brown, Sylvia Shemwell, Myrna Smith) - Cori
- Kathy Westmoreland - Cori
- J.D. Sumner & The Stamps (Ed Enoch, Bill Baize, Richard Sterben, Donnie Sumner) - Cori
- Joe Guercio - Direttore d'orchestra
- The Joe Malin Orchestra
- A&R/Produttori: Harry Jenkins, Joan Deary, Felton Jarvis
- Al Pachuki e Dick Baxter - Tecnici del suono
- Dick Baxter e Larry Schnapf - Mastering e supervisione